# Fotovoltaická elektrárna Letkov
Fotovoltaická elektrárna Letkov s výkonem 10 MW se nachází v Plzeňském kraji poblíž obce Letkov. Elektrárna je rozdělena na dvě části 5 a 5 MW. Svým výkonem se řadí na jedenácté místo v České republice. Do distribuční sítě byla připojena v prosinci 2010.

## Provozovatelé a majitelé
Fotovoltaickou elektrárnu Letkov financovala a vlastní firma SPL, a.s. Společnost má od počátku akcie na majitele v listinné podobě, v roce 2011 byla jediným akcionářem česká společnost Technoexport, v letech 2011–2013 švýcarská společnost Petofin AG a od roku 2013 je jediným akcionářem švýcarská společnost SAFICHEM GROUP AG. Elektrárna je připojená do sítě přes distribuční síť společnosti ČEZ Distribuce, region západ.

## Výstavba
Žádost o povolení výstavby podala firma SPL, a.s. 2. února 2009. Se samotnou výstavbou se poté začalo na konci roku 2009. Dokončena byla v prosinci 2010. Licence číslo 111016523 od Energetického regulačního úřadu byla firmě SPL, a.s. byla udělena 8. října 2012. Na výstavbu přispěl také stát a to částkou 68 milionů korun.
Menší část solárních panelů dodala firma Americal Way Solar větší část poté společnost Nobility Solar Projects.
Instalované fotovoltaické panely jsou SOLARFUN SF 220-30-P (poly), měniče SOLARMAX 27× 300C, 9× 100C. Datová komunikace je realizována technologií MaxWeb.